# Gliese 726
Gliese 726 is een oranje dwerg in het sterrenbeeld Aquila, met magnitude van +8,81 en met een spectraalklasse van K5.V. De ster bevindt zich 46,5 lichtjaar van de zon.